# Ictidodon
Ictidodon es un género extinto de terápsidos terocéfalos del Pérmico superior de Sudáfrica. La especie tipo, Ictidodon agilis, fue descrita por el paleontólogo sudafricano Robert Broom en 1925. Broom clasificó al Ictidodon dentro de Scaloposauridae, un grupo de terocéfalos de pequeño tamaño que ahora se cree son formas juveniles de terocéfalos de mayor talla. Ictidodon y otros escaloposauridos ahora se clasifican como miembros basales del clado Baurioidea.